# Daniel Grieser

Daniel Grieser

Daniel Grieser (* 14. August 1964 in Berlin) ist ein deutscher Mathematiker. Er ist Professor für Analysis am Institut für Mathematik der Universität Oldenburg.

## Leben und Werk
Daniel Grieser studierte von 1983 bis 1988 Mathematik und als Nebenfach Physik an der Freien Universität Berlin. Es schlossen sich von 1988 bis 1992 Graduierten-Studien am Massachusetts Institute of Technology und an der University of California, Los Angeles an. Grieser erwarb 1992 die Doktorwürde (Ph.D.) an der University of California in Los Angeles bei Christopher Sogge ({\displaystyle L^{p}} Bounds for Eigenfunctions and Spectral Projections of the Laplacian Near Concave Boundaries).
Er war von 1992 bis 1995 C.L.E. Moore-Instructor am Massachusetts Institute of Technology. 1995 und 1996 war Grieser am Mathematical Sciences Research Institute an der University of California, Berkeley tätig. 1996 bis 2002 war er Wissenschaftlicher Mitarbeiter an der Humboldt-Universität Berlin und habilitierte 2001 dort (Probleme der singulären Analysis). Er war 2002 bis 2005 Heisenberg-Stipendiat der Deutschen Forschungsgemeinschaft.
Seit September 2005 ist Daniel Grieser Inhaber der W3-Professur für Analysis an der Carl von Ossietzky Universität Oldenburg.
Grieser befasst sich mit Partiellen Differentialgleichungen, Geometrie von singulären Räumen, mathematischer Physik, Differentialgeometrie und Kombinatorik.
Von 2015 bis 2022 war er Schriftführer der Deutschen Mathematiker-Vereinigung.

## Auszeichnungen
- 1983 Goldmedaille bei der  Internationalen Mathematik-Olympiade
- 2012 Preis der Lehre der Universität Oldenburg
- 2013 Ars Legendi Fakultätenpreis

## Schriften (Auswahl)
- Herausgeber mit Juan Gil und Matthias Lesch: Approaches to Singular Analysis. A volume of advances in Partial Differential Equations, Basel, Birkhäuser Verlag, 2001.
- Herausgeber mit Stefan Teufel und Andras Vasy: Microlocal Methods in Mathematical Physics and Global Analysis, Basel, Birkhäuser Verlag, 2012.
- Mathematisches Problemlösen und Beweisen, Wiesbaden, Springer Spektrum, 2013, 2. Auflage 2017.
- Analysis I, Wiesbaden, Springer Spektrum, 2015.

Einige Aufsätze:
- mit Martin Aigner und Paul Erdős: On the representing number of intersecting families, Arch.Math., 49 (1987), 114–118.
- mit D. Jerison: Asymptotics of the first nodal line of a convex domain, Inventiones Math., 125 (1996), 197–219, doi:10.1007/s002220050073.
- Basics of the b-calculus in Approaches to Singular Analysis, Basel, Birkhäuser Verlag 2001
- Über Eigenwerte, Integrale und {\displaystyle \pi ^{2}/6}: Die Idee der Spurformel,  Math. Sem.ber., 54 (2007), 199–217.
- Grundideen der Galois-Theorie: Eine Kurzeinführung für Interessierte (fast) ohne Vorkenntnisse, Festschrift für Michael Neubrand zum 60. Geburtstag. Verlag Franzbecker, 2007.
- Spectra of graph neighborhoods and scattering, Proc. London Math. Soc., 97 (2008), 718–752.
- mit S. Maronna: Hearing the shape of a triangle, Notices of the AMS, 60 (2013), 1440–1447.